# Штеффен Дайблер
Штеффен Дайблер (нім. Steffen Deibler, 10 липня 1987) — німецький плавець.
Учасник Олімпійських Ігор 2008, 2012 років.
Призер Чемпіонату світу з плавання на короткій воді 2010 року.
Призер Чемпіонату Європи з водних видів спорту 2012 року.
Чемпіон Європи з плавання на короткій воді 2005, 2007, 2010 років, призер 2011, 2013 років.